# Solesmes (Nord)
Solesmes è un comune francese di 4 717 abitanti situato nel dipartimento del Nord nella regione dell'Alta Francia.
Il territorio comunale è bagnato dal fiume Selle.

## Società

### Evoluzione demografica
Abitanti censiti

## Educazione
- Scuola Saint-Joseph.
- Istituzione Saint-Michel.